# Dziesięć minut później – Wiolonczela
Dziesięć minut później – Wiolonczela – brytyjsko-niemiecko-francuski film nowelowy z 2002 roku. Ośmioro wybitnych reżyserów otrzymało zadanie: opowiedzieć o czasie w ciągu 10 minut.

## Obsada
Nowela „Opowiadanie o wodzie”
- Valeria Bruni Tedeschi
- Amit Arroz
- Tarun Bedi
- Maria Ludovica Bernardi
- Chiara Mastalli
- Jabedul Azad
- Zohirul Azad

Nowela „Najwyższy czas!”
- Mark Long – mężczyzna
- Alexandra Staden – młoda kobieta
- Dominic West – młody mężczyzna
- Howard Goorney – stary mężczyzna
- Maria Charles – stara kobieta
- Daniel Tookey – młody chłopak
- George Keane – młody chłopak

Nowela „Chwila”
- Rudolf Hrušínský (materiały archiwalne)

Nowela „Dziesięć minut później”
- Ildikó Bánsági
- Gábor Máté

Nowela „Vers Nancy”
- Jean-Luc Nancy
- Ana Samardzija
- Alex Descas

Nowela „Oświecenie”
- Bibiana Beglau – dziewczyna
- Irm Hermann – matka
- Mario Irrek – brat
- Toks Körner – narzeczona
- Günter Zschäckel – ojciec
- Gary Smith (głos)

Nowela „Uzależnieni od gwiazd”
- Daniel Craig – Cecil
- Charles Simon – Martin
- Roland Gift – drugi pilot
- Branka Katić – młoda kobieta
- Claire Adamson – hostessa
- Louise Mahoney – doktor
- Daisy Beaumont – pielęgniarka
- Christian Paul Edwards Peck – kosmonauta
- Fergus Bell – kosmonauta
- Tim Skiffins – kosmonauta
- Daniel Oaks – kosmonauta
- Benjamin Schreiber – kosmonauta
- Adam Linolt – kosmonauta
- Elliot Lintott – kosmonauta
- Matthieu de Braconier – kosmonauta
- Karine Bedrossian – kosmonauta